# 1473
سنة 1473 كانت سنة بسيطة تبدأ يوم الجمعة (الرابط يظهر نموذج التقويم الكامل للسنة) من التقويم اليولياني.

## مواليد
- جيمس الرابع ملك اسكتلندا

## وفيات
- جيمس الثاني ملك قبرص
- مراد باشا الخاص سياسي عثماني